# ضحايا الميدان

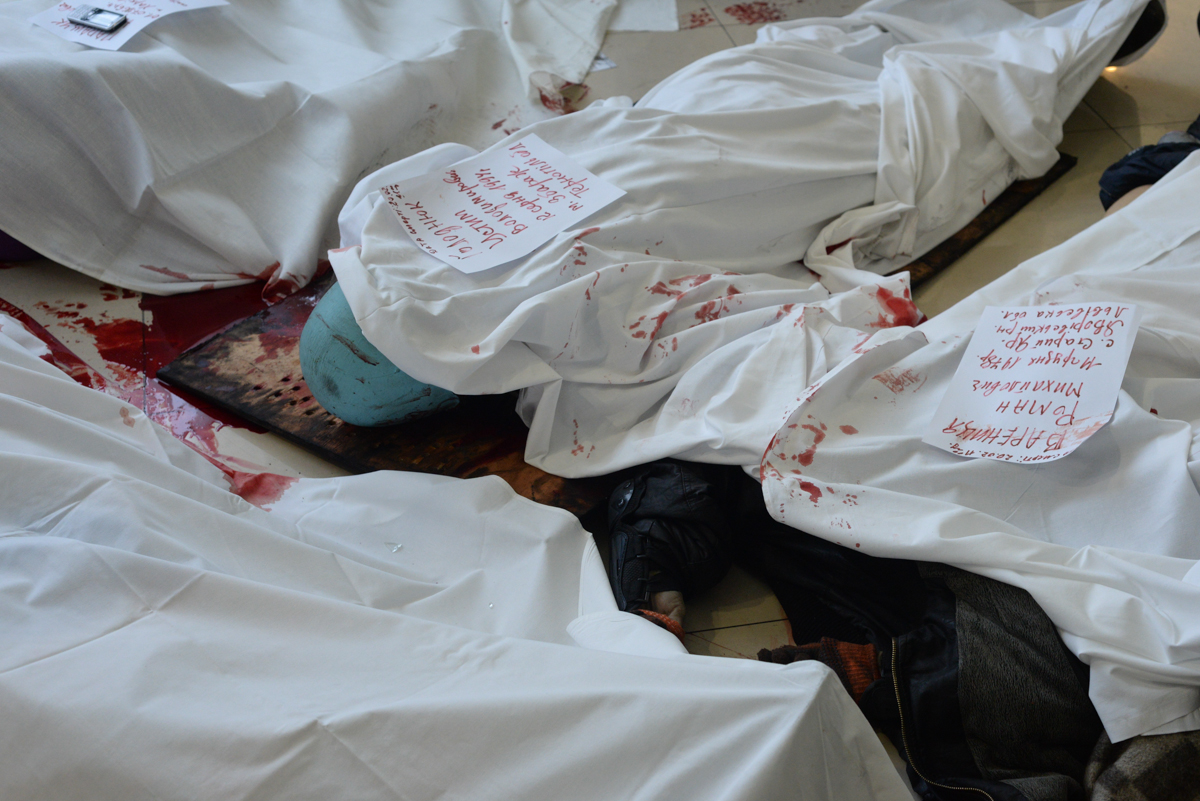
جثث المتظاهرين في بهو فندق أوكرانيا: يو. باراشوك، يو. هولودنيوك، و ر. فارينيتسيا. أحداث 20 فبراير 2014 في كييف.

قُتل ما مجموعه 108 من المتظاهرين المدنيين و13 ضابط شرطة في ثورة الكرامة الأوكرانية (أو ثورة الميدان)، والتي كانت تتويجًا لحركة الاحتجاج الأوروبية. وقعت الوفيات في يناير وفبراير 2014، ومعظمها في 20 فبراير، عندما أطلق قناصة الشرطة النار على نشطاء مناهضين للحكومة في كييف. يُعرف النشطاء المقتولين في أوكرانيا باسم «المئة السماويين» أو «المجموعة السماوية». بحلول يونيو 2016، اتهِم 55 شخصًا بقتل المتظاهرين، من بينهم 29 عضوًا سابقًا في قوة شرطة بيركوت الخاصة، وعشرة تيتوشكي أو موالين للحكومة السابقة، وعشرة مسؤولين حكوميين سابقين.
في 21 فبراير، أصدر المجلس الأعلى الأوكراني قانونًا لتقديم المساعدة لأسر المتظاهرين الذين قتلوا. في 21 نوفمبر 2014، مُنح الرئيس الأوكراني الجديد بترو بوروشنكو لقب «بطل أوكرانيا» لدعمه لمتظاهرين القتلى. مُنح ثلاثة مواطنين غير أوكرانيين قتلوا في الثورة لقب «فارس وسام المئة السماويين» بعد وفاتهم. تحيي أوكرانيا منذ عام 2015 ذكرى الوفيات في 20 فبراير من كل عام ويُعرف باسم «يوم الأبطال المئة السماويين».

## نبذة تاريخية
وقعت الوفيات الأولى في يوم الوحدة، 22 يناير، خلال أعمال شغب في شارع هروشيفسكوهو في كييف، حيث قُتل ثلاثة نشطاء: سيرهي نيجويان، وميخايلو جيزنيفسكي، ورومان سينيك رميًا بالرصاص. في اليوم نفسه، عُثر على جثة الناشط يوري فيربيتسكي في ضواحي المدينة، وكان قد اختطف قبل يوم مع إيهور لوتسينكو، الذي أطلق سراحه. كان هؤلاء أول الضحايا الموتى في المظاهرات في أوكرانيا منذ حصولها على الاستقلال الوطني في عام 1991. تسببت الوفيات في احتجاجات عارمة. في 23 يناير، قال رئيس الوزراء ميكولا أزاروف في مقابلة مع هيئة الإذاعة البريطانية (بي بي سي) إنه لم تُسلم الأسلحة النارية للشرطة، وقال إنه لم يكن هناك ضباط شرطة على الأسطح المحيطة بمنطقة الاحتجاج. ذكر أن إطلاق النار على المتظاهرين كان استفزازًا من قبل القوات المتطرفة بهدف تصعيد العنف. صرح النائب عن حزب الأقاليم أرسين كلينشاييف خلال حفل تأبين في لوهانسك لأولئك الذين قتلوا في 22 يناير على يد الشرطة: «هؤلاء الناس كانوا ضد الحكومة. لا يحق لأحد استخدام القوة البدنية ضد ضباط الشرطة. ثم لديهم العصي، ثم الحجارة، ثم شيء آخر. من حق الشرطة الدفاع عن حياتهم. لذا أعتقد أنه من الصحيح أن هؤلاء الأشخاص الأربعة قتلوا. علاوة على ذلك، أعتقد أنكم بحاجة لتكونوا أكثر صرامة».
وقعت خمس حالات وفاة أخرى على صلة بالميدان الأوروبي في الفترة منذ 25 يناير وحتى 13 فبراير.
بدأت المرحلة النشطة الثانية في 18 فبراير. بعد هدنة قصيرة في 19 فبراير، تجددت الاشتباكات في 20 فبراير. وفقًا لصحيفة أوكراينسكا برافدا، أطلق قناصة القوات الخاصة (بيركوت) والقوات الداخلية النار على الأشخاص في الميدان و/أو القناصة الموجودين في المباني المجاورة، وأطلقت القوات الخاصة النار من بنادق هجومية من طراز أيه كيه-47. كان يوم 20 فبراير هو اليوم الأكثر دموية في الاشتباكات، حيث قُتل ما لا يقل عن 21 متظاهرًا. بلغ العدد النهائي للقتلى جراء هذه الاشتباكات في أواخر فبراير 103 متظاهرين و13 شرطيًا. وفقًا لنائب المدعي العام لأوكرانيا، أوليه زاليسكو، في فبراير، قُتل 67 شخصًا في وسط مدينة كييف، وأصيب 184 آخرون بأعيرة نارية، وأصيب أكثر من 750 آخرين بجروح جسدية. في 20 فبراير، ذكرت أحزاب المعارضة (آنذاك) (حزب كل الأوكرانيين، والتحالف الديمقراطي الأوكراني من أجل الإصلاح، وسفوبودا) أن «إجراء محادثات مع النظام، الذي أدت سياساته إلى مقتل العديد من الأشخاص، هو أمر مزعج للغاية ولكن يجب علينا أن نفعل كل ما هو ممكن، بل وحتى المستحيل، لمنع المزيد من إراقة الدماء».
توفي ما لا يقل عن 17 شخصًا متأثرين بجروح أصيبوا بها سابقًا وإصابات بعد ذلك.
في 21 فبراير، أعرب المشاركون في الميدان عن رغبتهم في توديع المتظاهرين الذين لقوا حتفهم والذين أطلقوا عليهم اسم المئة السماويين. خلال الحدث، استمعوا لأغنية ليمكو للحداد «بطة تطفو على تيسا...».
في 24 فبراير، عرض المجلس الأعلى الأوكراني مقترحًا بمنح الرئيس الأوكراني القادم لقب بطل أوكرانيا لدعمه المتظاهرين الذين قتلوا في الاشتباكات.

## هوية القناصة
في أعقاب الثورة، قال وزير الصحة في الحكومة الجديدة، أوليه موسي –وهو طبيب ساعد في الإشراف على العلاج الطبي للجرحى أثناء الاحتجاجات– لوكالة أسوشيتد برس يشير تشابه جروح الرصاص التي أصيب بها المتظاهرون والشرطة إلى أن مطلقي النار كانوا يحاولون إثارة التوترات على الجانبين وإثارة المزيد من العنف، بهدف تبرير الغزو الروسي. قال نقلًا عن الطب الشرعي «لقد تآمر النظام القديم لاستفزازهم لكن ذلك لم يقتصر عليه فقط بل ساعدته القوات الخاصة الروسية التي خدمت وحافظت على أيديولوجية النظام (القديم)». أشار هينادي موسكال، النائب السابق لرئيس جهاز الأمن الأوكراني ووزارة الشؤون الداخلية، أن القناصة من جهاز الأمن والميليشيات هم المسؤولون، الذين تصرفوا وفقًا لخطط طوارئ يعود تاريخها إلى العصر السوفيتي: «تلقى القناصة أوامر بإطلاق النار ليس على المتظاهرين فحسب، بل على قوات الشرطة أيضًا. حدث كل ذلك لتصعيد الصراع، لتبرير عملية الشرطة لتطهير الميدان».
أفادت وسائل الإعلام الرسمية الروسية عن مكالمة هاتفية مسربة اتهم فيها وزير خارجية إستونيا، أورماس بايت، المعارضة بإطلاق النار على الشرطة والمتظاهرين. اعترف بايت بأن المكالمة الهاتفية كانت حقيقية، لكنه نفى إلقاء اللوم على المعارضة، وقال إنه كان ينقل فقط شائعات سمعها من طبيب. قال متحدث باسم وزارة الخارجية الأمريكية إن التسريب كان «عملًا استخباراتيًا روسيًا».
قالت الطبيبة أولغا بوجوموليتس إنها لم تخبر بايت بأن رجال الشرطة والمتظاهرين قُتلوا بنفس الطريقة، وأنها لم تلم المعارضة على عمليات القتل، وقالت إن الحكومة أبلغتها بأن التحقيق قد بدأ.
في 12 مارس 2014، قال وزير الداخلية آرسين أفاكوف إن النزاع أثاره طرف ثالث (غير أوكراني)، وإن التحقيق جار.
في 31 مارس 2014، نشرت صحيفة ذا ديلي بيست صورًا ومقاطع فيديو تظهر أن القناصة كانوا أعضاء في مجموعة «ألفا» التابعة لجهاز الأمن الأوكراني، الذين دُربوا في روسيا.
في 2 أبريل 2014، أعلنت سلطات إنفاذ القانون أنها اعتقلت تسعة مشتبه بهم في عمليات إطلاق النار، من بينهم قائد فرقة القناصين. كان جميعهم من ضباط وحدة مدينة كييف بيركوت، وتحققوا من تورط مجموعة ألفا في إطلاق النار. قال المسؤولون أيضًا إنهم خططوا لمزيد من الاعتقالات، لكن إتلاف نظام يانوكوفيتش للوثائق والأدلة عرقل عملهم. أكدت وزارة الداخلية أن يانوكوفيتش أعطى الأمر بإطلاق النار على المتظاهرين في 20 فبراير. قال وزير الداخلية الأوكراني ورئيس الادعاء وكبير مسؤولي الأمن إن أكثر من 30 من عملاء مكتب الأمن الفيدرالي الروسي شاركوا في حملة قمع المتظاهرين ونقلوا كميات كبيرة من المتفجرات إلى مطار بالقرب من كييف. قال فالنتين ناليفايتشينكو، الرئيس المؤقت لجهاز الأمن الأوكراني، إن عملاء جهاز الأمن الفيدرالي تمركزوا في مجمع في كييف طوال احتجاجات الميدان، وزوّدوا «باتصالات الدولة» وكانوا على اتصال منتظم مع مسؤولي أمن يانوكوفيتش. قال إن رئيس جهاز الأمن الأوكراني التابع ليانوكوفيتش، أوليكساندر ياكيمينكو، الذي فر من البلاد، عقد عدة جلسات إحاطة مع العملاء. رفض جهاز الأمن الفيدرالي الروسي هذه «الاتهامات التي لا أساس لها».